# Fans italiani gnocca amica
Fans Italiani Gnocca Amica è un album discografico italiano del 1999, del gruppo rock demenziale Gem Boy.

## Tracce
1. Il grande prato
2. Il babbo permissivo
3. La festa dello zio
4. W.W.F.
5. Pinocchia
6. Non dire mai
7. Scuba
8. F.I.G.A.
9. La donna del monte
10. Se non succhi non sale (live)

## Le cover
Le canzoni storpiate presenti in questo album sono Y.M.C.A. dei Village People (per F.I.G.A.), Un mondo d'amore di Gianni Morandi (per Il grande prato), Un pugno di sabbia dei Nomadi (per Il babbo permissivo), Narcotic dei Liquido (per Non dire mai), Contessa dei Decibel (per Pinocchia), Spunta la luna dal monte di Pierangelo Bertoli e i Tazenda (per La donna del monte), Rotta per casa di Dio degli 883 (per La festa dello zio), Ciao pa di Eros Ramazzotti (per Scuba), La luce dell'est di Lucio Battisti/Alta marea di Antonello Venditti (per W.W.F.) e Se mi lasci non vale di Julio Iglesias (per Se non succhi non sale, pezzo tratto da un concerto dal vivo dei Gem Boy).

## Formazione
- Carlo Sagradini - voce
- Giacomo - tastiere
- Davide - chitarra
- Siro - basso
- Max - batteria